# Erminio Pennacchini
Erminio Pennacchini (Sagliano Micca, 10 aprile 1920 – Roma, 10 luglio 1998) è stato un politico, giurista e editore italiano,attivo in politica sin dal 1954. Esponente di spicco della Democrazia Cristiana, a partire dal 1962 ha ricoperto vari incarichi all'interno di diverse commissioni parlamentari, ed è inoltre noto per essere stato sottosegretario al Ministero della Giustizia per ben 11 anni consecutivi, record di permanenza assoluto per quel ruolo.

## Biografia
Nato da famiglia agiata (il padre, Mauro Pennacchini, fu un importante avvocato), e già noto giornalista per vari quotidiani romani, tra i quali Il Tempo e L'Osservatore Romano. Fu poi componente della Commissione Giustizia della Camera dei deputati dal 1972 al 1974 e onorevole per la Democrazia Cristiana dal 1958 al 1976, sempre come appartenente alla corrente andreottiana. Fu legato in particolar modo ai politici Guido Gonella, che fu Ministro di Grazia e Giustizia, e Franco Evangelisti.
Assunse l'incarico di Sottosegretario di stato alla Giustizia nei governi Andreotti I, Andreotti II, Rumor IV e Rumor V; ricoprì quindi tale incarico dal 1972 al 1974.
in qualità di editore acquistò parte delle quote di riviste quali L'Astrolabio, e de Il Cannocchiale, e, successivamente, dal 1971 al 1973, fu anche editore del periodico Osservatore Politico, diretto da Mino Pecorelli.
Considerato già dagli anni sessanta tra i maggiori esperti di diritto nazionale, dal 1978 intraprese la carriera accademica, insegnando in varie università. Nel 1983 ebbe un discreto successo il suo saggio Manuale di diritto comunitario. Dal 1986 al 1990 fu membro del Consiglio superiore della magistratura.

### Gli ultimi anni e la morte
Ritiratosi a vita privata nel 1993, morì nel 1998, a causa di un infarto, nella sua casa romana.

## Controversie
Nel 1996, nel corso del processo Pecorelli, il pentito Maurizio Abbatino quale entratura nei confronti del suo gruppo, all'interno dell'organizzazione criminale Banda della Magliana.
Il suo nome, in questo processo, venne citato insieme a quello di altri due esponenti della DC, Michele Pellicani e Renato Dell'Andro. 
Nella seconda metà degli anni ottanta ebbe modo anche di stringere rapporti con politici dell'area Claudio Vitalone, (tra cui anche Egidio Carenini, anch'egli già legato alla banda, in particolar modo con Enrico De Pedis.